# Notioprogonia
Sous-ordre
Notioprogonia est un sous-ordre de l’ordre éteint des mammifères notongulés incluant deux familles : les Henricosborniidae et les Notostylopidae. Les Notionpogonia incluent la plupart des notongulés primitifs et Richard Cifelli a soutenu que les Notioprogonia étaient paraphylétiques parce qu’ils comprenaient les ancêtres des sous-ordres restants.
Ces animaux représentent le groupe plus primitif parmi les notongulés, ces mammifères archaïques qui se sont développés de façon indépendante en Amérique du Sud durant l'ère Tertiaire, alors que le continent était séparé du reste du monde. Les Notioprogonia étaient petits et peu spécialisés, et leur aspect évoque vaguement celui des rongeurs. Le corps était très primitif et les dents ne sont pas spécialisées. Ces animaux, issus sans doute de mammifères placentaires primitifs avant la séparation entre l'Amérique du Nord et l'Amérique du Sud, ont donné naissance en quelques millions d'années seulement à un grand nombre de formes, qui comprenaient des animaux semblables à des rats ou à des lapins (typothères et hégétothères) et de très gros animaux, ressemblant à des sangliers (Toxodon). Parmi les formes les plus connues, on trouve Henricosbornia et Notostylops.

## Familles
- † Henricosborniidae
- † Notostylopidae

## Référence
- (en) Cet article est partiellement ou en totalité issu de l’article de Wikipédia en anglais intitulé « Notioprogonia » (voir la liste des auteurs).